# مركب ثنائي القطب
مركب ثنائي القطب في الكيمياء العضوية، مركب ثنائي القطب أو ببساطة ثنائي القطب هو جزيء محايد كهربائيا تحمل شحنة إيجابية وسلبية في وصف الكنسي واحد على الأقل. في معظم المركبات dipolar يتم delocalized التهم. على عكس الأملاح، تحتوي المركبات الزَّينية على ذرات منفصلة، وليس على الأيونات الإيجابية والسلبية التي تشكل المركب. المركبات ثنائي القطب تظهر لحظة ثنائي القطب.
يمكن أن تكون ممثلة المركبات ثنائي القطب من قبل بنية الرنين. ويشار إلى الهياكل المساهمة التي تحتوي على ذرات مشحونة على أنها زويزتيريون. يمكن أن يكون لبعض المركبات الزُينة شكلًا قانونيًا غير مشحون.

## أنواع المركبات ثنائي القطب
- 1،2-مركبات dipolar لها رسوم معاكسة على الذرات المجاورة.
- 1،3-مركبات dipolar قد التهم فصلت على ثلاث ذرات.[1] هم يتفاعلون في 1,3-dipolar cycloadditions.
- أيضا 1،4-dipolars،[4] 1،5-dipolars، وهلم جرا موجودة.

## أمثلة

ylide فوسفونيوم
ديازومثان
أكسيد الكربونيل